# Mabi Mulumba
Évariste Mabi Mulumba, né le 22 avril 1941, est un homme politique   de la république démocratique du Congo. Il a été premier commissaire d'État du Zaïre du 22 janvier 1987 au 7 mars 1988.
Mulumba a été commissaire des Finances du Zaïre de 1986 à 1987, et président de la Cour des comptes.
Au-delà de son expérience politique, il est docteur en Administration des affaires de l'université de Liège et professeur ordinaire des sciences économiques dans plusieurs universités de son pays. Il est également spécialiste de la question monétaire.